# Abell 3705
Abell 3705 è un ammasso di galassie situato prospetticamente nella costellazione del Microscopio alla distanza di 1,118 miliardi di anni luce dalla Terra (light travel time). È inserito nell'omonimo catalogo compilato da George Abell nel 1958.
E del tipo III secondo la classificazione di Bautz-Morgan e ha una classe di ricchezza di 2.
L'ammasso è formato da due porzioni principali denominate, per il loro orientamento, A3705NW e A3705SE. È un componente del Superammasso del Microscopio (SCl 174).